# Maciej Radwan

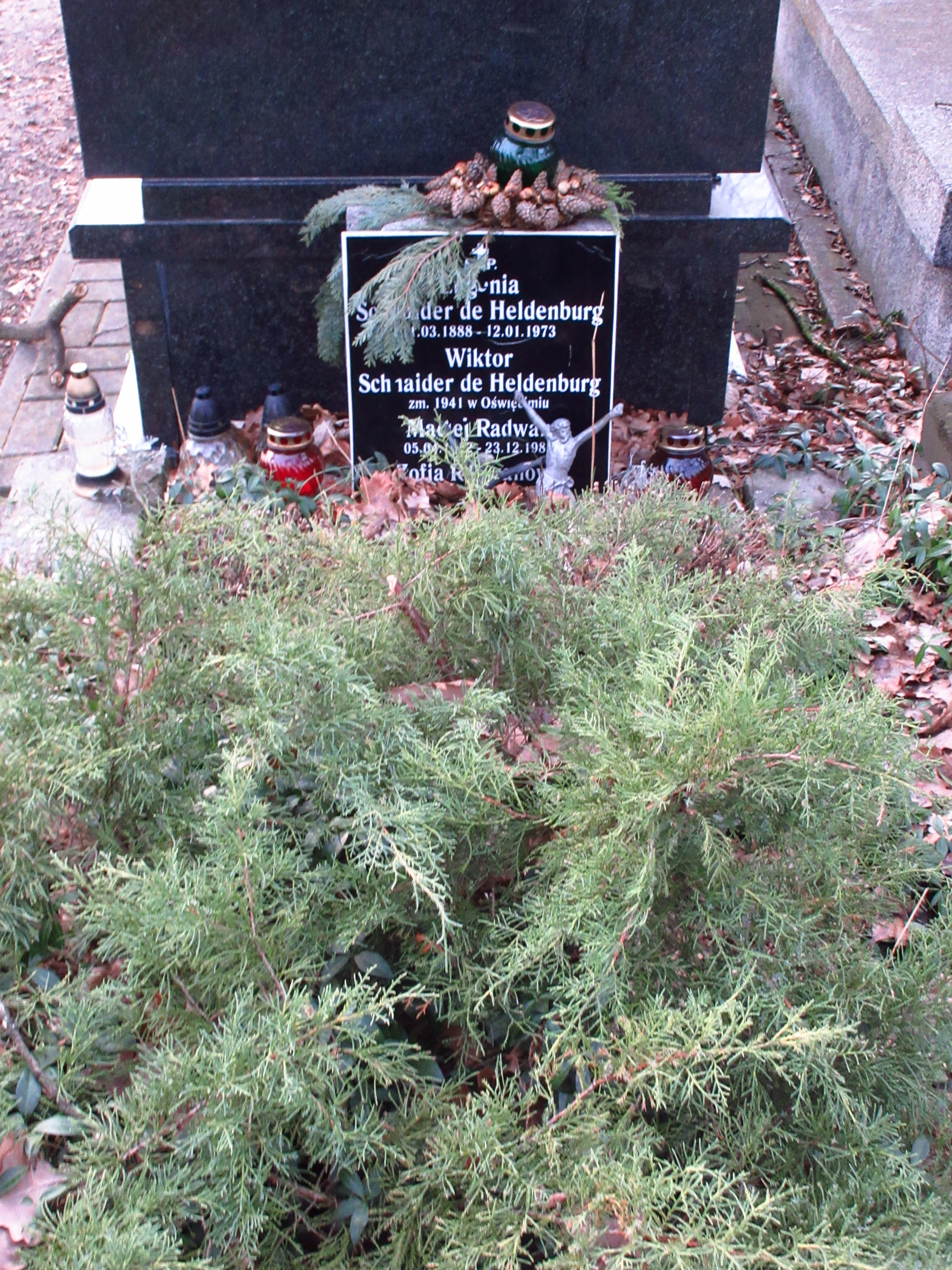
Grób profesora Macieja Radwana na Cmentarzu Bródnowskim.

Maciej Wincenty Radwan (ur. 5 kwietnia 1922 w Klimkiewiczowie, zm. 22 grudnia 1988 w Poznaniu) – polski metalurg i fizyk, profesor Wojskowej Akademii Technicznej, Instytutu Badań Jądrowych, Instytutu Podstawowych Problemów Techniki i Politechniki Poznańskiej. Absolwent Politechniki Śląskiej i Szkoły Technicznej „Wawelberga” w Warszawie. Organizator pierwszego (1947) Laboratorium Izotopowego w hucie „Łabędy”. Konstruktor pierwszego polskiego izotopowego defektoskopu „Maciuś”. Żołnierz AK, partyzant.

## Życiorys
Maciej Radwan był synem Mieczysława i Stanisławy z Chmielnickich h. Abdank. Jego ojciec prof. Mieczysław Radwan, polski metalurg i historyk był twórcą nowego, nieznanego wcześniej problemu badawczego o nazwie „starożytne hutnictwo świętokrzyskie”, jego dziad Bronisław, inżynier, był budowniczym mostów i dyrektorem cukrowni “Częstocice”, pradziad, zawiadowcą fabryk żelaznych w Rzucowie. Stryjowie to Stanisław, lekarz i działacz społeczny i Wacław, prof. Akademii Sztuk Pięknych oraz Józef i Władysław. Pochodził z rodziny pieczętującej się niegdyś herbem własnym. 
Urodzony w Klimkiewiczowie powiat Opatów (obecnie Ostrowiec Świętokrzyski) do szkół średnich uczęszczał w Ostrowcu Świętokrzyskim i Chorzowie. W czasie okupacji pracował w Zakładach Ostrowieckich, przy Wielkim Piecu w Chlewiskach i w Kopalni Stanisław w Stąporkowie. W 1943 ukończył Państwową Szkołę Techniczną im. Wawelberga i Rotmana w Warszawie i rozpoczął studia w Państwowej Wyższej Szkole Technicznej. W lecie 1944 wstąpił do oddziału partyzanckiego AK 3. pułku piechoty legionowej w Ziemi KoneckoIłżeckiej I.Batalionu 2. kompanii i wziął udział w akcji „Burza” jako kapral podchorąży.
24 grudnia 1944 jego żoną została Zofia Schneider de Heldenburg, córka Wiktora.
Po wyzwoleniu ukończył studia na Wydziale Mechanicznym Politechniki Śląskiej, jednocześnie pracując w Hucie „Pokój” a następnie w „Hucie Łabędy”, gdzie zorganizował i uruchomił pierwsze w Polsce izotopowe laboratorium badawcze. 
W 1951 podjął pracę w Katedrze Metaloznastwa Wojskowej Akademii Technicznej (WAT) w Warszawie gdzie w 1953, uzyskał stopień doktora nauk technicznych a w 1956, po habilitacji, docenta. Jednocześnie w tym czasie pracował również w Zakładzie Radiografii Przemysłowej Instytutu Elektrotechniki w Warszawie. W 1957, pracując w dalszym ciągu w WAT, przeniósł się do Instytutu Podstawowych Problemów Techniki gdzie zorganizował i kierował Pracownią Badań Izotopowych przekształconą następnie w Zakład Badań Izotopowych. Zakład ten pod jego kierownictwem został przeniesiony jako Zakład Zastosowań Izotopów, Metalurgii i Technologii Metali (Zakład XX) do Instytutu Badań Jądrowych w 1968. 
W 1962, już jako profesor, zorganizował i kierował w WAT Katedrą Obrony Przeciwatomowej a później Katedrą Technicznych Zastosowań Fizyki. 
Od 1975 do chwili śmierci, prof. Maciej Radwan pracował w Politechnice Poznańskiej prowadząc Laboratorium Izotopowe w Instytucie Maszyn Roboczych a następnie Zakład Odlewnictwa w Instytucie Technologii Budowy Maszyn.
Został pochowany na cmentarzu Bródnowskim (kwatera 77E-3-31).

## Działalność
Na początku swojej działalności naukowej prof. Maciej Radwan zajmował się metalografią i badaniami nieniszczącymi w metalurgii, później również, zastosowaniem sztucznych radioizotopów do celów radiografii. Dzięki możliwościom jakie stworzyło mu kierowanie Katedrą Obrony Przeciwatomowej WAT, swoje zainteresowania rozszerzył o autoradiografię, metodę pozwalającą na określenie rozmieszczenia pierwiastków w strukturze stopów. Zainicjował wtedy i zorganizował międzynarodową współpracę w tej dziedzinie. Od tego czasu tematyka badań, jakie prowadził prof. Maciej Radwan, obejmowała  przede wszystkim zagadnienia z zakresu rozwoju techniki stosowania radioizotopów, rozwiązywania konkretnych zadań metalurgicznych a także  zagadnienia z zakresu badań maszyn i urządzeń. Wiele z tych prac miało charakter nowatorski w skali międzynarodowej. Prace te zyskały duże uznanie grona międzynarodowych specjalistów czego wyrazem były zaproszenia prof. Macieja Radwana, jako eksperta Międzynarodowej Agencji Atomowej, do wielu zagranicznych instytucji naukowych .Ostatnimi zagadnieniami jakimi zajmował się prof. Maciej Radwan była interpretacja autoradiogramów w aspekcie probabilistycznym a także badania kinetyki usuwania zanieczyszczeń w stopach żelaza.
Dorobek pisarstwa naukowego prof. Macieja Radwana obejmuje monografie, skrypty oraz ponad 200 artykułów specjalistycznych, z których co najmniej połowa opublikowana została w liczących się czasopismach zagranicznych. Jego książki takie jak  „Izotopy promieniotwórcze w badaniach metaloznawczych”[WNT, Warszawa 1963] i „Autoradiografia Metaloznawcza”[PTJ, Nr46/356/, Warszawa 1968], mimo upływu czasu są wciąż aktualne.
Ponadto prof. Maciej Radwan był recenzentem wielu prac doktorskich i habilitacyjnych  oraz  wypromował prawie 40 doktorantów. Jako ekspert Międzynarodowej Agencji Energii Atomowej był wykładowcą na zagranicznych uczelniach  takich jak Middle East Technical University (1973-1975) w Ankarze oraz w Kairze. Był członkiem komitetów redakcyjnych i recenzentem branżowych i naukowych pism, w kraju i zagranicą. Był także autorem lub współautorem kilku cennych patentów.
Prof. Maciej Radwan był założycielem Polskiego Towarzystwa Metaloznawczego. Przewodniczył pracom Polskiego Komitetu Techniki Jądrowej przy Naczelnej Organizacji Technicznej. Był członkiem Stowarzyszenia Technicznego Odlewników Polskich i Stowarzyszenia Inżynierów i Techników Mechaników Polskich oraz innych polskich i międzynarodowych naukowych i technicznych towarzystw.
Wielką pasją prof. Macieja Radwana było myślistwo i szeroko pojęta przyroda ojczysta. Był członkiem Polskiego Związku Łowieckiego, sędzią Głównego Sądu Łowieckiego i Prezesem Koła Łowieckiego „Darz Bór”.

## Odznaczenia
- Krzyż Kawalerski Orderu Odrodzenia Polski
- Złoty Krzyż Zasługi
- Medal Komisji Edukacji Narodowej
- Medal 10-lecia Polski Ludowej
- Srebrny Medal „Siły Zbrojne w Służbie Ojczyzny”
- Brązowy Medal „Za zasługi dla obronności kraju”
- Odznaka tytułu honorowego „Zasłużony Nauczyciel Polskiej Rzeczypospolitej Ludowej”